# Davea antennalis
Davea antennalis là một loài bướm đêm trong họ Erebidae.